# Choerodon robustus
Choerodon robustus är en fiskart som först beskrevs av Günther 1862.  Choerodon robustus ingår i släktet Choerodon och familjen läppfiskar. IUCN kategoriserar arten globalt som livskraftig. Inga underarter finns listade i Catalogue of Life.